# ثقافة جامايكا
تتكون الثقافة الجامايكية من الدين والقواعد والقيّم وأسلوب الحياة التي تعرّف شعب جامايكا. الثقافة المختلطة، مع تنوع المجتمع عرقيًا، وهي نابعة من تاريخ من سكنها بداية مع شعب تاينو الأصلي. الأسبان في الأصل جلبوا العبودية إلى جاميكا، ثم تم الإطاحة بهم من قبل الإنجليز. جامايكا بعد ذلك نجحت في التحرر في 1 أغسطس 1834، واستقلت من البريطانيين في 6 أغسطس 1962. أصبح العبيد السود القوة الثقافية المهيمنة كما عانوا وقاوموا الظروف القاسية للعمل القسري. بعد إلغاء العبودية، نُقل المهاجرون الصينيون والهنود إلى الجزيرة كعمال متعاقدين، حاملين معهم أفكارًا من الشرق الأقصى. هذه المساهمات أدت إلى التنوع الذي أثر على اللغة، الموسيقى، الرقص، الدين والأعراف والممارسات الاجتماعية للجامايكيين.

## اللغة
اللغة الرسمية لشعب جامايكا هي الإنجليزية (المستمدة من التأثير البريطاني) بلهجة محلية تسمى باتيوس (تنطق بـ «باتوا») والتي يتحدث بها غالبية سكانها. اللهجة هي مزيج من اللغات من مختلف السكان في تاريخ جاميكا. اللهجة تم تطويرها من قبل العبيد مع مرور الوقت في محاولة للتواصل مع بعضهم البعض، خصوصًا أنهم من دول مختلفة، وبالنسبة للأفارقة هم أيضاً من قبائل مختلفة.

## الدين
إلى حد بعيد، فإن أكبر دين في جامايكا هو الإيمان المسيحي. توجد الكنيسة الأنغليكانية والكنيسة الكاثوليكية والكنيسة الميثودية والمعمدانيين واليوم السابع وكنيسة الله في جميع أنحاء البلاد. الكثير من الكنائس القديمة تم الحفاظ عليها بعناية و/أو رممت. الحركة الراستافاري هي مشتقة من الحضارة المسيحية الكبرى، لكن أصولها تأثرت بالوعي المتزايد في أفريقيا، والوعي بالأحداث السياسية في تلك القارة. هناك أيضًا عدد صغير من المعابد اليهودية في جامايكا، يعود تاريخها إلى القرن السابع عشر.[بحاجة لمصدر]
مقدار ضئيل من الديانات الأفريقية القديمة لا تزال موجودة، لا سيما في المناطق النائية في جميع أنحاء الجزيرة.  بعض هذه الممارسات توصف بصفة عامة باسم اوبيه، كومنيا، أو بوكومينيا. على الرغم من أن التجمعات صغيرة، إلا أنها تُزار من العديد من المسيحيين وغير المسيحيين الذين يبحثون عن تجربة لم يعثروا عليها في الكنائس. تشير التقديرات إلى أن ما يصل إلى 40 ٪ من السكان يسعون سرا إلى خدمات المعالجين الدينيين التقليديين الأفارقة عندما يواجهون مشاكل خطيرة لا يمكن للطب التقليدي علاجها.
بدأت الحركة البهائية في جامايكا منذ حوالي 50 سنة [في عام 1942] عندما أحضر طبيب من بورتلاند، الدكتور مالكولم كينغ، التدريس من الولايات المتحدة ". في عام 2003، كجزء من الاحتفال بالذكرى الستين لتأسيس البهائية في جامايكا، أعلن الحاكم العام لجامايكا، السيد هوارد كوك، يومًا وطنيًا للبهائية يعقد سنويًا في 25 يوليوو. في عام 2005، احتفل حوالي 5000 شخص بنشاطاتهم ووجودهم في جامايكا مع الفرقة البهائية العالمية، أصوات البهائية. الفرقة عملت في مسرح وارد وكنيسة الجامعة، مع عائدات مخصصة لجماعتين خيريتين جامايكيتين (واحدة تخدم أسر رجال الشرطة الذين قتلوا أثناء أداء واجبهم، وواحدة في مدينة دنهام المنزل العصري الذهبي).

الديانات الأخرى التي تُمارس في دولة جامايكا تشمل البوذية والهندوسية والإسلام.

### الرستفاري

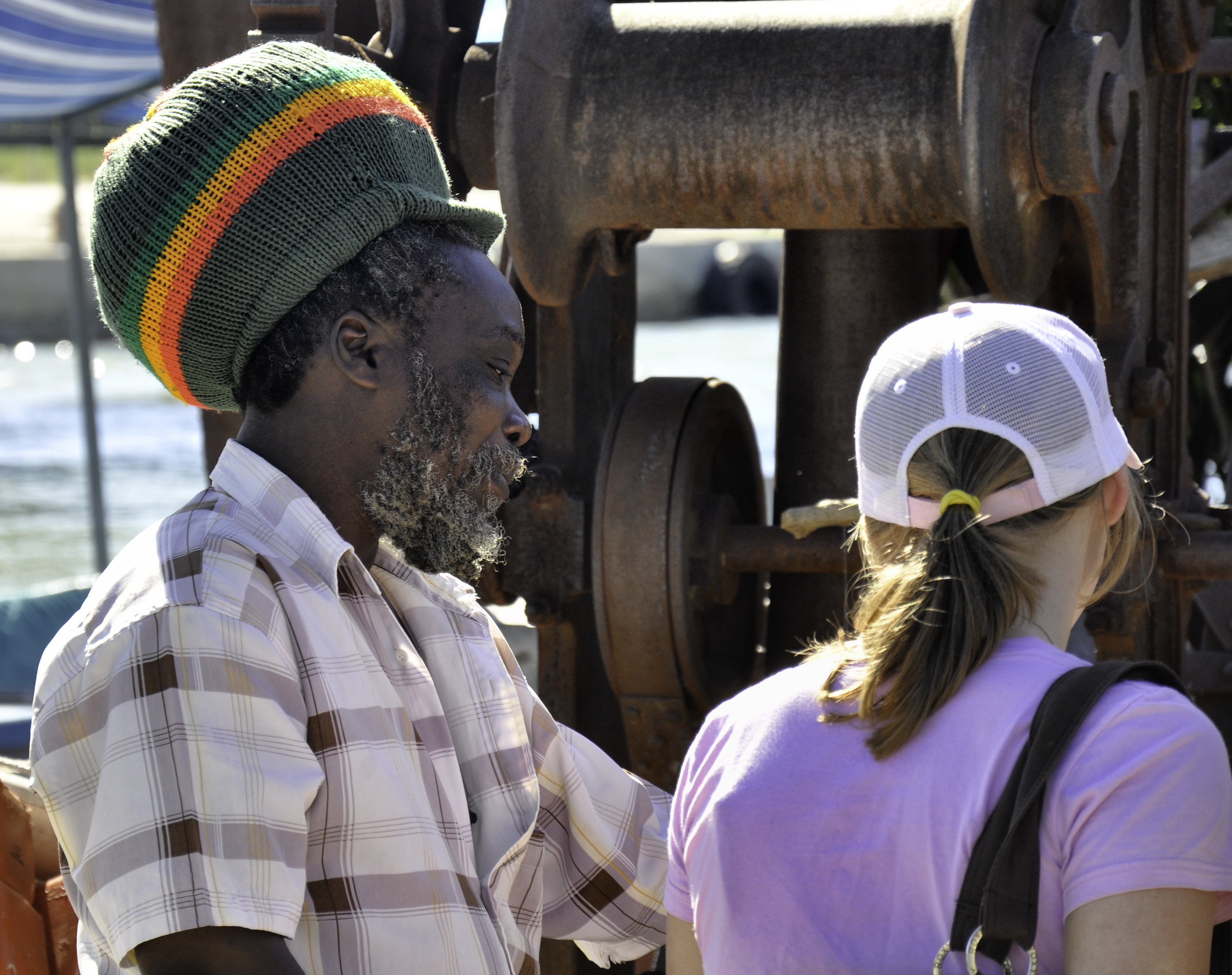
رجلراستافاري يرتدي قبعة الراستا في أحد موانئ نهر جامايكا الأسود.

نشأت في ثلاثينيات القرن العشرين[بحاجة لمصدر] ، أحد أبرز المظاهر المعروفة عالمياً لثقافة جامايكا الإفريقية الكاريبية هي الحركة الراستافارية، خصوصًا تلك المبادئ التي يتم التعبير عنها من خلال موسيقى الريغي. في السبعينيات وأوائل الثمانينيات،بوب مارلي أصبح أبرز شخصية في الثقافة الراستافارية ونظام العقائدية. استمرت سمعته كموسيقي مبتكر مكرس لإيمانه في الإزياد منذ وفاته. وبحلول عام 2004 حققت أقوى أغانيه في ألبوم الأسطورة، مبيعات تقدر بعشرين مليون نسخة في جميع أنحاء العالم ، مما يجعله أشهر جامايكي في العالم، وبالتأكيد التسجيل الأكثر مبيعًا في الدولة.
الريستفاري في حد ذاته هو نظام الاعتقاد في الديانيات التوحيدية، استنادا إلى التعاليم الموجودة في العهد القديم والعهد الجديد - خصوصًا في رؤيا يوحنا، ولكن ما يميز الرستفاري عن المسيحية والإسلام واليهودية، (الذين أشاروا أيضًا إلى الأديان الإبراهيمية)، هو أن الرستا يؤمنون بألوهية الإمبراطور هيلا سيلاسي من إثيوبيا.
يُعتبر من قبل الرستاس بأن (صاحب الجلالة الإمبراطورية)  هيلا سيلاسي الأول هو الله نفسه، السليل الحقيقي لسليمان، والتجسيد الأرضي لله - في ما يرى المؤمنون أنه تحقيق للنبوة فيما يتعلق بالمجيء الثاني للمشيح.
اعتقادات الراستا، التي لم يتم ذكرها صراحة في الكتاب المقدس (مثل الاسم المحدد «لهيلا سيلاسي»)، لم تجمع في نص مقدس واحد. عوضًا عن ذلك،  اعتقادات الراستا في المقام الأول تتم مشاركتها من خلال مجموعة من الأغاني، والهتافات، والشهادات الشفهية، وكذلك في النصوص المكتوبة (بما في ذلك المواقع الإلكترونية). الاستخدام الواسع للأغنية يجعل من الريستفاري مصدرا موسيقيا للثقافة الجامايكية.
التقاليد الثقافية لالراستا تشمل تجديل الشعر في خيوط غير ملمعة، تعرف باسم المجدل (مع الالتزام بالنذر الناصري)، وكذلك تناول الأطعمة غير المعالجة (الطبيعية) التي تُعرف باسم «إيتال». ولكن لا يعتبر هذا التقليد إجباريًا - فالعديد من الأشخاص الذين يرتدون المجدل ليس من الرستا والعديد من الراستا لا يرتدون المجدل.

واحد من أكثر التقاليد الثقافية إثارة للجدل هو استخدام الراستاس للمرجوانا كسر مقدس يتم تدخينه للمساعدة في الفلسفة (التفكر والنقاش). القنب هو مادة محظورة تماما في جامايكا، لذلك فإن استخدامها من قبل الراستاس يعني أن الحركة في حالة توتر دائم أو أقل مع وكالات الشرطة.
في الوطن الجامايكي، يعتبر الراستافاري ثقافة أقلية ويتلقى القليل من الاعتراف الرسمي. جامايكا هي دولة مسيحية بأغلبية ساحقة، لذلك معتقدات وممارسات الراستا - مثل ألوهية هيلا سيلاسي - تعتبر في بعض الأحيان وثنية من قبل الجامايكاين المسيحين. (كما يعبر بعض الراستاس عن العداء تجاه جوانب المسيحية.) ومع ذلك، فإن الإسهامات الفنية للحركة، خصوصًا بوب مارلي، تحظى باحترام واسع النطاق. تم منح مارلي وسام الاستحقاق الجامايكي في عام 1981، وهناك اثنين من المعالم الرسمية له.
يتواجد الرستاس في العديد من البلدان خارج جامايكا وبين العديد من غير الجامايكيين. لا توجد وسيلة لمعرفة عدد المناصرين للرستاس لأنها ليست ديانة منظمة مركزيا.

## الرقص
الرقص مهم لجامايكا - بدأ من العصور الاستعمارية حتى الوقت الحاضر.  الإيقاعات والحركات الشعبية غالباً ما عززت الاحتفالات الدينية المسيحية، أو صاحبت العطلات المسيحية. في الآونة الأخيرة، أصبحت الرقصات مرتبطة بموسيقى جامايكا، وخاصة رقص الدانسهول.
أهمية مسرح الرقص في ازدياد. ريكس نيتتلفورد وإيدي توماس وأوليف ليفين وإدنا مانلي هم أربعة جاميكين كان لهم تأثيرفي غاية الأهمية على الفنون - الموسيقى والرقص على وجه الخصوص. قام كل من نيتتلفورد وتوماس وايفي بكستر بتأسيس شركة المسرح القومي للرقص في عام 1962، ومن بين الجامايكيين المهمين الآخرين في مسرح الرقص، مصمّم الرقصات الحائز على جائزة توني غارث فاجان (الأسد الملك في برودواي)

ألهمت دانسهول، أو موسيقى الريغي، عددا من أساليب الرقص ولكي نفهم تطور الرقص الشعبي يجب أن نفهم التقدم الموسيقي. موسيقى سكا، مع دقات سريعة،  لها رقصات سريعة. وأيضا طور البطء في موسيقى الروك رقصات أبطأ، مما يسمح للراقصين بالبقاء على المسرح لفترة أطول. يرتبط الريغي بالعديد من الأشياء، بما في ذلك الحركة الراستفارية، لكنه أثر على الأساليب الحديثة.
تخلق غالبًا موسيقى دانسهول الرقصات الخاصة بها بناءً على التحركات في كلمات الأغاني نفسها. موسيقى سوكا من ترينيداد وتوباغو تشتهر بشعبية معظم الفنانين المشهورين من ترينيداد، ولكن العديد من فنانين سوكا الجامايكيين مثل بهرون لي، وفاب 5، ولوفيندير مشهورين بتمثيل أيضا الموسيقى الجامايكية.
داقرينق هو شكل من أشكال الرقص مصدره جامايكا. يتضمن الرقص الجنس الجاف والمصارعة وأشكال أخرى من الحركة المهيجة.
بروكنز هو رقص جامايكي أقيم للاحتفال بيوم التحرر.

## المسرح
تم بناء أول مسرح في جامايكا في عام 1682. تم افتتاح العديد من المسارح في القرن الثامن عشر والتاسع عشر، مما جذب العروض من قبل شركات السياحة المهنية ومجموعات الهواة. العروض لم تقتصر على الأماكن الرسمية بل قد حدث العديد منها في المنازل والمخازن والمحاكم والمساحات الخارجية الكبيرة المغلقة. خلال هذه الفترة، غالبًا ما يتم إنتاج المسرحيات الكلاسيكية مثل شكسبير. ومع ذلك أصبحت المجتمعات اليهودية والفرنسية كبيرة بما يكفي لتستحق الإنتاجات الموجهة إليهم.
بعد إلغاء العبودية، بدأ الجامايكيون في دمج الموسيقى والفكاهة والرقص في العروض المسرحية العامة وعلى الرغم من أنهم استغرقوا سنوات عديدة لتطوير الأسلوب الفني الجاميكي، إلا أنه أصبح في النهاية أكثر انتشارًا من الأعمال الأوروبية. بدأ الشكل المسرحي الأكثر شعبية اليوم في جامايكا، فن الحركات الإيحائية، في أربعينيات القرن العشرين كنوع من اندماج الحركات الإيحائية الإنجليزية مع الفولكلور الجامايكي. أسلوب فني آخر شائع، مسرح «الجذور» ، تطور في الستينيات والسبعينيات وظلت هذه الروايات المشينة مفضلة للجماهير في مسارح كينغستون في الهواء الطلق.
إحدى الفنانات المشاركات في مسرحيات الجذوروهي ونزوم  (الاسم الحركي)، كاتبة ومنتجة جامايكية تم تأريخها في كتاب ديبورا توماس «السواد الحديث». ونزوم تعاملت مع الإعلانات لكل مسرحياتها بنفسها وانتهى بها الأمر إلى عرضها في المناطق الريفية المحيطة بمدينة كينغستون - رفضت دور السينما في المدينة عرض مسرحياتها بسبب طبيعتها المثيرة للجدل. وينزوم في مسرحياتها كشفت كيف يتفاعل الجنس والمال والقوة في حياة الجامايكيين يوميًا. في عام 1997 كتبت وينسوم وأنتجت مسرحية جذرية بعنوان رف رايدر، حيث تتداخل كل من الأسرة والاعتداء الجنسي والحب والعمل والصداقة. وفقا للمؤلف توماس: «في جميع أعمالها، فإن الشخصيات المتعاطفة هي التي تُصور أنها تكافح لتحقيق التوازن بين سعيها الخاص لتحقيق المكسب الفردي مع العيش بشكل جيد مع الآخرين. تسهم شخصياتها أيضًا في النقاش العام بشأن الأبعاد الاجتماعية للاحترام والسمعة، بينما يناقشون الخطوط الدقيقة بين المساواة والتسلسل الهرمي».
ومن شخصيات الجذور الأخرى البارزة: رالف هوليز، جينجر نايت، بلفور أندرسون، مايكل دنتون، إيان ريد، بول بويل، إيفرتون دوكينز، لوك إلينغتون (لوكينغتون)، بودى بويات، الراحل هايكينث براون.

## الأدب والكتابة
ديريك والكوت الحائز على جائزة نوبل، ولد وتعلم في سانت لوسيا، ودرس الكلية في جامايكا. ومن بين الكتاب المهمين الآخرين في الجزيرة كلود ماكاي ولويس سيمبسون. المسرحيات والأعمال باللغة الجامايكية الإنجليزية، أو الباتوا، تجلب اهتمامًا خاصًا. لويز بينيت وأندرو سالكى وميكي سميث ساهموا في هذه الظاهرة من خلال كتابة أعمال بالباتوا. كتب إيان فليمنغ رواياته الشهيرةجيمس بوند بينما كان يعيش في جامايكا كما أيضًا تشتهر جين ريس بروايتها «بحر سارجاسو الواسع»، التي حدثت في جامايكا. يواجه المؤلفون الجامايكيون دائمًا قرار الكتابة باللغة الإنجليزية لجمهور ضخم في جميع أنحاء العالم، أو في البانتوا المحلية، لجمهور أصغر بكثير، ولكن أكثر عصرية. الأفلام الجامايكية ذات الموسيقى  التصويرية بالباتوا مثل فيلم من الصعب يأتون يحتاج عناوين فرعية للتصدير إلى الأسواق العامة.  بشكل عام، فإن استخدام الباتوا يحد بشدة من الجمهور الممكن لرسالة جامايكا العالمية. بولين ويلز، مؤلفة كتاب «أخطار تضاريس ماكسفيلد»، وهي أقسام مكتوبة بالباتوا حول مجتمع الحامية في ماكسيفيلد أفينيو. بولين ولدت في أبرشية سانت أندرو في جامايكا وطالبة سابقة في مدرسة الحبل بلا دنس الثانوية. فاز الكاتب الجامايكي مارلون جيمس بجائزة بوكر الأدبية 2015 عن روايته «تاريخ موجز عن سبع جرائم قتل».

## الأفلام
صناعة السينما في جامايكا ليست معروفة على نطاق واسع ولكنها في ازدياد. أمثلة على بعض من أشهر الأفلام الجامايكية المعروفة: من الصعب يأتون وروكيت الراستا وشاتوس وشرطي العالم الثالث والهزازة ورجل البلد وملكة قاعة الرقص و «شباب الغيتو الحقيقي». ومع ذلك أيضًا، تم تصوير العديد من أفلام هوليود الشهيرة في جامايكا. وتشمل القائمة القصيرة البحيرة الزرقاء، وكوكتيل، والجري الرهيب، وجيمس بوند، ودكتور لا وعش ودع الموت.

الحدث السينمائي السنوي الرئيسي في جامايكا هو مهرجان الريغي للسينما حيث يقام شهر فبراير في عاصمة جامايكا، كينغستون. أعضاء صناعة السينما في جامايكا يتجمعون لإقامة روابط جديدة كما أنه نمت العديد من المشاريع الجديدة من هذا الحدث.

يوجد في جامايكا العديد من صانعي الأفلام الموهوبين ولكن هناك نقص كبير في الأموال والموارد المتاحة لصانعي الأفلام. منذ إنشاء مهرجان ريجيه السينمائي، تم إنتاج العديد من الأفلام الجديدة في جامايكا، وقد أعطى الحدث الصناعة دفعة حقيقية، هذا بالإضافة إلى اتفاقية الفيلم الأوروبية التي تم التوصل إليها مؤخراً والتي تمكّن صناع السينما الجامايكيين من طلب التمويل في أوروبا فتم فتح باب جديد لصانعي الأفلام الذين يتطلعون إلى التقدم بطلب للحصول على التمويل، ومن المأمول أن يحدث هذا فارقًا حقيقيًا لمستقبل صناعة الأفلام.
ومن بين الأفلام الروائية الأخيرة الأكثر شهرة في جامايكا: «الجنة تقريباً»، و «وقت الجذور»، و «واه دو ديم»، و «الغابة الخرسانية»، و «فداء الجنة»، و «شباب الغيتو الحقيقي»، و «ابتسامة البرتقال».

## الرياضة
تعتبر جامايكا ذات تاريخ رياضي فقير نوعاً ما في كرة القدم، ولكن صنعت التاريخ عندما تأهل المنتخب الجامايكي لكرة القدم إلى نهائيات كأس العالم لكرة القدم 1994 في أميركا
وفي الصعيد الأوروبي يعتبر ويس مورغان اللاعب الجامايكي الوحيد الذي سجل في دوري أبطال أوروبا.

## أشغال الخشب، والأثاث، والأعمال المعدنية
يتمتع الجامايكيون بتاريخ طويل من الحرفية الرفيعة في الخشب والمعدن. كانت جامايكا موطنًا للعديد من مصانع الأثاث الممتازة التي يرجع تاريخها إلى الحقبة الاستعمارية، وتم تصدير الأثاث الجاميكي «الجورجي» إلى البلدان الحضارية.